# Le Censeur

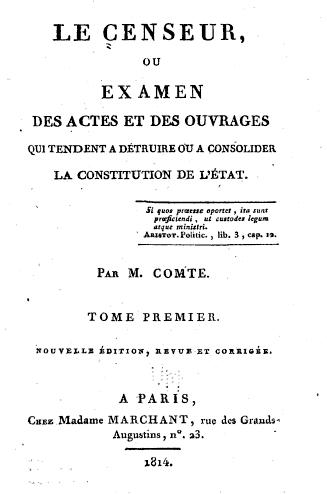
Portada de Le Censeur

Le Censeur, ou Examen des actes et des ouvrages qui tendent à détruire ou à consolider la constitution de l'État, també anomenada Observations sur divers actes de l'autorité et sur des matières de législation de morale ou de politique, fou una revista francesa que promovia la reforma institucional i legal, i que es definia de vegades com a «revista industrialista». Va ser fundada el 1814 per Charles Dunoyer i Charles Comte, i publicada per l'editorial Mme Marchant a París, sota la Restauració francesa, com a portaveu per als seus punts de vista liberals, radicals, antiborbònics i antibonapartistes. La seva publicació va ser interrompuda per dificultats polítiques de l'època, però va reaparèixer el 1817 sota un nou títol Le Censeur européen [ou Examen de divers questions de droit public, et des divers ouvrages littéraires et scientifiques, considérés dans leurs rapport avec la civilisation], que es va suspendre el 1820 a causa de les lleis repressives franceses contra la premsa.
Van col·laborar amb la publicació personatges com Jacques Nicolas Augustin Thierry, Auguste Comte o Jean-Baptiste Say.